# William Cavendish, 7:e hertig av Devonshire
William Cavendish, 7:e hertig av Devonshire, född den 27 april 1808 i London, död den 21 december 1891 på Holker Hall, var en brittisk politiker och ämbetsman.

## Biografi
William Cavendish var son till William Cavendish, sonson till George Cavendish, 1:e earl av Burlington och sonsons son till William Cavendish, 4:e hertig av Devonshire.
Han var ledamot av underhuset (liberal) 1829–1834, varefter han överflyttade till överhuset som earl av Burlington. Hertig av Devonshire blev han 1858. Hertigen av Devonshire intresserade sig livligt för jordbrukets och boskapsskötselns utveckling och deltog i bildandet av Royal agriculture society, vars ordförande han var från 1870. Han var även en ivrig befrämjare av industrin, och valdes även 1868 till förste ordförande för Iron and steel institute. Hertigen av Devonshire lade stora summor på byggande av järnvägar på sina vidsträckta egendomar.
Han var universitetskansler för bland annat Cambridge University och London University. Han blev också utnämnd av drottning Viktoria till ledamot av Kronrådet 1878. 

### Familj
Cavendish gifte sig 1829 på Devonshire House i London med lady Blanche Georgiana Howard (1812–1840), dotter till George Howard, 6:e earl av Carlisle. De fick barnen:
- William, lord Cavendish (1831–1834)
- Spencer Cavendish, 8:e hertig av Devonshire (1833–1908); gift i London 1892 med Luise Friederike Auguste von Alten, änkehertiginna av Manchester (1832–1911)
- Lord Frederick Charles Cavendish (1836–1882); gift 1864 med Lucy Caroline Lyttelton (död 1925)
- Lord Edward Cavendish (1838–1891); gift 1865 med Emma Elizabeth Lascelles (1838–1920)
- Lady Louisa Caroline (d. 1907); gift 1865 med Francis Egerton (1824–1895)